# جک بنی
جک بنی (انگلیسی: Jack Benny؛ زاده ۱۴ فوریهٔ ۱۸۹۴ – درگذشته ۲۶ دسامبر ۱۹۷۴) یک هنرپیشه و افسر (ارتش) اهل ایالات متحده آمریکا بود.
از فیلم‌ها یا برنامه‌های تلویزیونی که وی در آن نقش داشته‌است می‌توان به ترانه ۱۹۳۶ برادوی اشاره کرد.
برنامه های رادیویی و تلویزیونی او که از سال ۱۹۳۲ تا زمان مرگش در سال ۱۹۷۴ پرطرفدار بود، تأثیر زیادی بر ژانر کمدی داشت. بنی خود را به‌عنوان خسیسی به تصویر می‌کشد که بی‌خبر ویولن خود را بد می‌نواخت و مدعی بود که دائماً ۳۹ سال سن دارد.